# Dominikanske Republiks håndboldlandshold (herrer)
Dominikanske Republiks håndboldlandshold er det dominikanske landshold i håndbold for mænd som også deltager i internationale håndboldkonkurrencer. De reguleres af Dominikanske Republiks håndboldforbund.
Holdet vandt Pan-American Men’s First Division Championship 2009, som blev afholdt på hjemmebane i Santo Domingo.

## Resultater

### Panamerikamesterskabet
- 2000: 6.- plads
- 2010: 8.- plads